# Daiki Kawato
Daiki Kawato (川戸 大樹 Kawato Daiki?), född 5 april 1994 i Hyōgo prefektur, är en japansk fotbollsspelare.
Kawato började sin karriär 2017 i SC Sagamihara. Han spelade 10 ligamatcher för klubben.